# Bosseval-et-Briancourt
Bosseval-et-Briancourt is een voormalige gemeente in het Franse departement Ardennes in de regio Grand Est. De gemeente maakte deel uit van het arrondissement Sedan.

## Geschiedenis
De gemeente werd gevormd in 1789 door de samenvoeging van de parochie Bosseval met het gehucht Briancourt, dat daarvoor deel uitmaakte van Briancourt-et-Montimont. Montimont werd gelijktijdig opgenomen in de gemeente Donchery.
Bosseval-et-Briancourt maakte deel uit van het kanton Sedan-Ouest tot het werd opgeheven op 22 maart 2015 en de gemeente werd opgenomen in het op die dag gevormde kanton Sedan-1.
Op 1 januari 2017 fuseerde de gemeente met Vrigne-aux-Bois tot de commune nouvelle Vrigne aux Bois.

## Geografie
De oppervlakte van Bosseval-et-Briancourt bedraagt 14,6 km², telt 403 inwoners (1999) en de bevolkingsdichtheid is 27,6 inwoners per km².
De onderstaande kaart toont de ligging van Bosseval-et-Briancourt met de belangrijkste infrastructuur en aangrenzende gemeenten.

## Demografie
Onderstaande figuur toont het verloop van het inwonertal (bron: INSEE-tellingen).

Vanwege een beveiligingsprobleem met de MediaWiki Graph-software is het momenteel niet mogelijk deze grafiek weer te geven. Zodra de software is bijgewerkt zal de grafiek vanzelf weer zichtbaar worden.

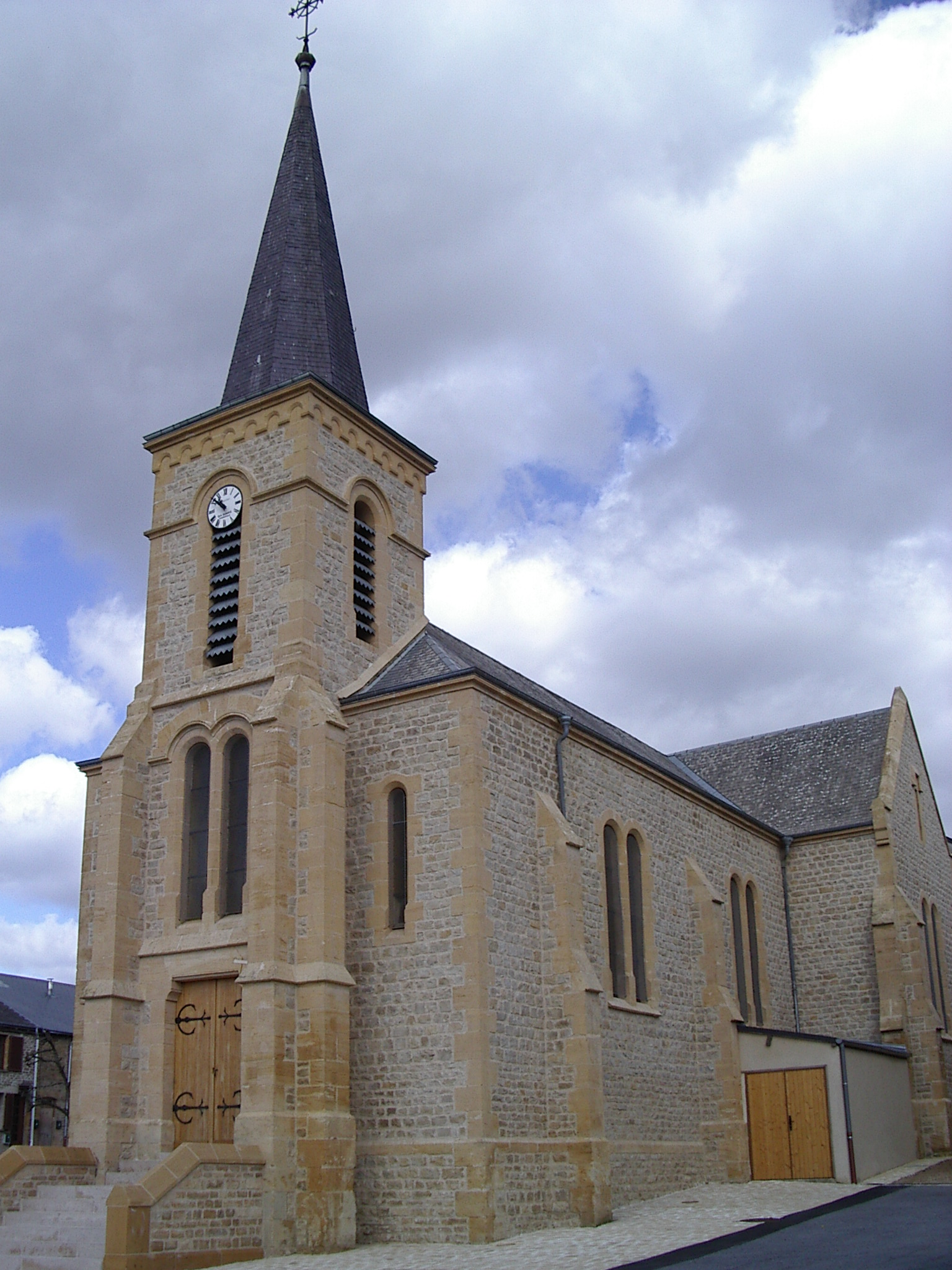
De kerk gezien vanuit het zuidwesten
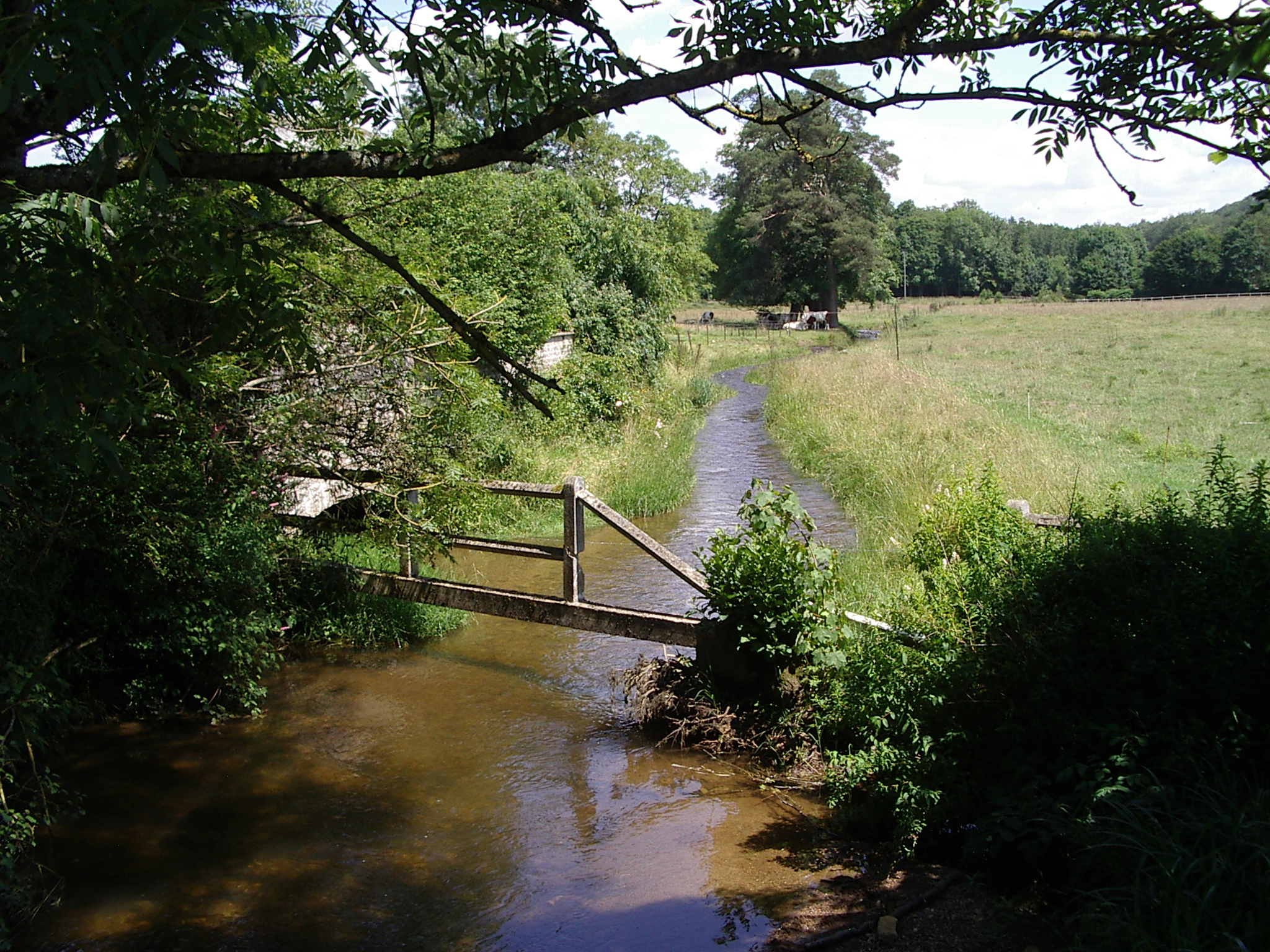
Het riviertje de Claire